# Peștera Lesiana
Peștera Lesiana (numită și Cotuna  ) se află în strînsă legătură cu Peștera Moanei

## Localizare și acces
Peștera se află în versantul drept al văii Mișidului, afluent de stînga al Crișului Repede. De la confluența celor două rîuri se străbate valea Mișidului pe marcaj triunghi albastru, marcaj ce se oprește la peșterile: Moanei, iar aprox. 20 m deasupra, la Lesianei. 

## Descriere
Peștera este formată dintr-o singură galerie cu lungimea de aprox. 150 m.
Galeria se poate considera etajul fosil  al peșterii Moanei,  o acțiune de decolmatare a unui puț din pardoseala Lesianei chiar ducînd la debușarea înt-un horn  din tavanul acesteia .